# Скалохори
Скалохори (грч. Σκαλοχώρι) је насељено место у општини Горуша у периферији Западна Македонија, Грчка. Према попису из 2021. године било је 50 становника.
Према бугарском географу и историчару, Василу Канчову, у Скалохорију је 1900. године живело 400 Грка. Скалохори се налазе у области Населица, која је некада била насељена словенским становништвом које је касније хеленизовано. Село се раније звало Чкалохор.